# David García Zurita
David García Zurita (Alcorcón, 6 de junio de 2005) es un deportista español que compite en atletismo, especialista en las carreras de velocidad. Ha sido varias veces medallista en campeonatos internacionales de categorías inferiores.

## Trayectoria deportiva
En el Campeonato Europeo de Atletismo Sub-18 de 2022 consiguió una medalla de oro en la prueba de 400 m.
Fue campeón de España sub-20 de los 400 m al aire libre en 2023.
Participa en los Juegos Olímpicos de París 2024, en la prueba de 4 × 400 m.
En 2025 participó en el 4 × 400 m mixto de los Relevos Mundiales, donde logró el pase al Campeonato del Mundo con un nuevo récord de España junto a Carmen Avilés, Samuel García y Blanca Hervás. Ese mismo año ganó la medalla de oro, con nuevo récord de Europa sub-23, en el relevo 4 × 400 m del Campeonato de Europa Sub-23, además de quedar cuarto en la prueba individual de 400 m.

## Competiciones internacionales
| Representando a España \| Año \| Competición \| Sede \| Puesto \| Prueba \| Marca \| \| ---- \| -------------------------------------- \| --------- \| -------------- \| --------------- \| ------------- \| \| 2022 \| Campeonato de Europa Sub-18 \| Jerusalén \| Medalla de oro \| 400 m \| 46.67 [n 1] \| \| 2022 \| Campeonato del Mundo Sub-20 \| Cali \| 4.º \| 4 × 400 m \| 3:07.58 [n 2] \| \| 2023 \| Campeonato de Europa en Pista Cubierta \| Estambul \| 4.º \| 4 × 400 m \| 3:06.87 \| \| 2023 \| Campeonato de Europa Sub-20 \| Jerusalén \| 5.º \| 400 m \| 47.08 \| \| 2023 \| Campeonato de Europa Sub-20 \| Jerusalén \| 5.º \| 4 × 400 m \| 3:08.41 \| \| 2024 \| Relevos Mundiales \| Nasáu \| 16.º \| 4 × 400 m mixto \| 3:15.11 \| \| 2024 \| Campeonato de Europa \| Múnich \| 5.º \| 4 × 400 m \| 3:01.44 \| \| 2024 \| Juegos Olímpicos \| París \| 13.ª (s.) \| 4 × 400 m \| 3:01.60 \| \| 2025 \| Relevos Mundiales \| Cantón \| 10.º \| 4 × 400 m mixto \| 3:12.55 \| \| 2025 \| Campeonato de Europa Sub-23 \| Bergen \| 4.º \| 400 m \| 45.43 \| \| 2025 \| Campeonato de Europa Sub-23 \| Bergen \| Medalla de oro \| 4 × 400 m \| 3:02.02 [n 3] \| | Representando a España \| Año \| Competición \| Sede \| Puesto \| Prueba \| Marca \| \| ---- \| -------------------------------------- \| --------- \| -------------- \| --------------- \| ------------- \| \| 2022 \| Campeonato de Europa Sub-18 \| Jerusalén \| Medalla de oro \| 400 m \| 46.67 [n 1] \| \| 2022 \| Campeonato del Mundo Sub-20 \| Cali \| 4.º \| 4 × 400 m \| 3:07.58 [n 2] \| \| 2023 \| Campeonato de Europa en Pista Cubierta \| Estambul \| 4.º \| 4 × 400 m \| 3:06.87 \| \| 2023 \| Campeonato de Europa Sub-20 \| Jerusalén \| 5.º \| 400 m \| 47.08 \| \| 2023 \| Campeonato de Europa Sub-20 \| Jerusalén \| 5.º \| 4 × 400 m \| 3:08.41 \| \| 2024 \| Relevos Mundiales \| Nasáu \| 16.º \| 4 × 400 m mixto \| 3:15.11 \| \| 2024 \| Campeonato de Europa \| Múnich \| 5.º \| 4 × 400 m \| 3:01.44 \| \| 2024 \| Juegos Olímpicos \| París \| 13.ª (s.) \| 4 × 400 m \| 3:01.60 \| \| 2025 \| Relevos Mundiales \| Cantón \| 10.º \| 4 × 400 m mixto \| 3:12.55 \| \| 2025 \| Campeonato de Europa Sub-23 \| Bergen \| 4.º \| 400 m \| 45.43 \| \| 2025 \| Campeonato de Europa Sub-23 \| Bergen \| Medalla de oro \| 4 × 400 m \| 3:02.02 [n 3] \| | Representando a España \| Año \| Competición \| Sede \| Puesto \| Prueba \| Marca \| \| ---- \| -------------------------------------- \| --------- \| -------------- \| --------------- \| ------------- \| \| 2022 \| Campeonato de Europa Sub-18 \| Jerusalén \| Medalla de oro \| 400 m \| 46.67 [n 1] \| \| 2022 \| Campeonato del Mundo Sub-20 \| Cali \| 4.º \| 4 × 400 m \| 3:07.58 [n 2] \| \| 2023 \| Campeonato de Europa en Pista Cubierta \| Estambul \| 4.º \| 4 × 400 m \| 3:06.87 \| \| 2023 \| Campeonato de Europa Sub-20 \| Jerusalén \| 5.º \| 400 m \| 47.08 \| \| 2023 \| Campeonato de Europa Sub-20 \| Jerusalén \| 5.º \| 4 × 400 m \| 3:08.41 \| \| 2024 \| Relevos Mundiales \| Nasáu \| 16.º \| 4 × 400 m mixto \| 3:15.11 \| \| 2024 \| Campeonato de Europa \| Múnich \| 5.º \| 4 × 400 m \| 3:01.44 \| \| 2024 \| Juegos Olímpicos \| París \| 13.ª (s.) \| 4 × 400 m \| 3:01.60 \| \| 2025 \| Relevos Mundiales \| Cantón \| 10.º \| 4 × 400 m mixto \| 3:12.55 \| \| 2025 \| Campeonato de Europa Sub-23 \| Bergen \| 4.º \| 400 m \| 45.43 \| \| 2025 \| Campeonato de Europa Sub-23 \| Bergen \| Medalla de oro \| 4 × 400 m \| 3:02.02 [n 3] \| | Representando a España \| Año \| Competición \| Sede \| Puesto \| Prueba \| Marca \| \| ---- \| -------------------------------------- \| --------- \| -------------- \| --------------- \| ------------- \| \| 2022 \| Campeonato de Europa Sub-18 \| Jerusalén \| Medalla de oro \| 400 m \| 46.67 [n 1] \| \| 2022 \| Campeonato del Mundo Sub-20 \| Cali \| 4.º \| 4 × 400 m \| 3:07.58 [n 2] \| \| 2023 \| Campeonato de Europa en Pista Cubierta \| Estambul \| 4.º \| 4 × 400 m \| 3:06.87 \| \| 2023 \| Campeonato de Europa Sub-20 \| Jerusalén \| 5.º \| 400 m \| 47.08 \| \| 2023 \| Campeonato de Europa Sub-20 \| Jerusalén \| 5.º \| 4 × 400 m \| 3:08.41 \| \| 2024 \| Relevos Mundiales \| Nasáu \| 16.º \| 4 × 400 m mixto \| 3:15.11 \| \| 2024 \| Campeonato de Europa \| Múnich \| 5.º \| 4 × 400 m \| 3:01.44 \| \| 2024 \| Juegos Olímpicos \| París \| 13.ª (s.) \| 4 × 400 m \| 3:01.60 \| \| 2025 \| Relevos Mundiales \| Cantón \| 10.º \| 4 × 400 m mixto \| 3:12.55 \| \| 2025 \| Campeonato de Europa Sub-23 \| Bergen \| 4.º \| 400 m \| 45.43 \| \| 2025 \| Campeonato de Europa Sub-23 \| Bergen \| Medalla de oro \| 4 × 400 m \| 3:02.02 [n 3] \| | Representando a España \| Año \| Competición \| Sede \| Puesto \| Prueba \| Marca \| \| ---- \| -------------------------------------- \| --------- \| -------------- \| --------------- \| ------------- \| \| 2022 \| Campeonato de Europa Sub-18 \| Jerusalén \| Medalla de oro \| 400 m \| 46.67 [n 1] \| \| 2022 \| Campeonato del Mundo Sub-20 \| Cali \| 4.º \| 4 × 400 m \| 3:07.58 [n 2] \| \| 2023 \| Campeonato de Europa en Pista Cubierta \| Estambul \| 4.º \| 4 × 400 m \| 3:06.87 \| \| 2023 \| Campeonato de Europa Sub-20 \| Jerusalén \| 5.º \| 400 m \| 47.08 \| \| 2023 \| Campeonato de Europa Sub-20 \| Jerusalén \| 5.º \| 4 × 400 m \| 3:08.41 \| \| 2024 \| Relevos Mundiales \| Nasáu \| 16.º \| 4 × 400 m mixto \| 3:15.11 \| \| 2024 \| Campeonato de Europa \| Múnich \| 5.º \| 4 × 400 m \| 3:01.44 \| \| 2024 \| Juegos Olímpicos \| París \| 13.ª (s.) \| 4 × 400 m \| 3:01.60 \| \| 2025 \| Relevos Mundiales \| Cantón \| 10.º \| 4 × 400 m mixto \| 3:12.55 \| \| 2025 \| Campeonato de Europa Sub-23 \| Bergen \| 4.º \| 400 m \| 45.43 \| \| 2025 \| Campeonato de Europa Sub-23 \| Bergen \| Medalla de oro \| 4 × 400 m \| 3:02.02 [n 3] \| | Representando a España \| Año \| Competición \| Sede \| Puesto \| Prueba \| Marca \| \| ---- \| -------------------------------------- \| --------- \| -------------- \| --------------- \| ------------- \| \| 2022 \| Campeonato de Europa Sub-18 \| Jerusalén \| Medalla de oro \| 400 m \| 46.67 [n 1] \| \| 2022 \| Campeonato del Mundo Sub-20 \| Cali \| 4.º \| 4 × 400 m \| 3:07.58 [n 2] \| \| 2023 \| Campeonato de Europa en Pista Cubierta \| Estambul \| 4.º \| 4 × 400 m \| 3:06.87 \| \| 2023 \| Campeonato de Europa Sub-20 \| Jerusalén \| 5.º \| 400 m \| 47.08 \| \| 2023 \| Campeonato de Europa Sub-20 \| Jerusalén \| 5.º \| 4 × 400 m \| 3:08.41 \| \| 2024 \| Relevos Mundiales \| Nasáu \| 16.º \| 4 × 400 m mixto \| 3:15.11 \| \| 2024 \| Campeonato de Europa \| Múnich \| 5.º \| 4 × 400 m \| 3:01.44 \| \| 2024 \| Juegos Olímpicos \| París \| 13.ª (s.) \| 4 × 400 m \| 3:01.60 \| \| 2025 \| Relevos Mundiales \| Cantón \| 10.º \| 4 × 400 m mixto \| 3:12.55 \| \| 2025 \| Campeonato de Europa Sub-23 \| Bergen \| 4.º \| 400 m \| 45.43 \| \| 2025 \| Campeonato de Europa Sub-23 \| Bergen \| Medalla de oro \| 4 × 400 m \| 3:02.02 [n 3] \| |
| Año | Competición | Sede | Puesto | Prueba | Marca |
| --- | --- | --- | --- | --- | --- |
| 2022 | Campeonato de Europa Sub-18 | Jerusalén | Medalla de oro | 400 m | 46.67 |
| 2022 | Campeonato del Mundo Sub-20 | Cali | 4.º | 4 × 400 m | 3:07.58 |
| 2023 | Campeonato de Europa en Pista Cubierta | Estambul | 4.º | 4 × 400 m | 3:06.87 |
| 2023 | Campeonato de Europa Sub-20 | Jerusalén | 5.º | 400 m | 47.08 |
| 2023 | Campeonato de Europa Sub-20 | Jerusalén | 5.º | 4 × 400 m | 3:08.41 |
| 2024 | Relevos Mundiales | Nasáu | 16.º | 4 × 400 m mixto | 3:15.11 |
| 2024 | Campeonato de Europa | Múnich | 5.º | 4 × 400 m | 3:01.44 |
| 2024 | Juegos Olímpicos | París | 13.ª (s.) | 4 × 400 m | 3:01.60 |
| 2025 | Relevos Mundiales | Cantón | 10.º | 4 × 400 m mixto | 3:12.55 |
| 2025 | Campeonato de Europa Sub-23 | Bergen | 4.º | 400 m | 45.43 |
| 2025 | Campeonato de Europa Sub-23 | Bergen | Medalla de oro | 4 × 400 m | 3:02.02 |

1. ↑  En categoría sub-18
2. ↑  Marca de la eliminatoria; no corrió la final
3. ↑  En categoría sub-23

## Récords
En la actualidad, David García Zurita posee los siguientes récords de Europa y España en distintas categorías.

### Récords de Europa

#### Sub-23
- Relevo 4 × 400 m  (3:02.02 con Ángel González, Markel Fernández y Gerson Pozo)

### Récords y mejores marcas españolas

#### Sub-23
- Relevo 4 × 400 m  (3:02.02 con Ángel González, Markel Fernández y Gerson Pozo)

#### Sub-20
- 400 m short track (46.65)
- 300 m (33.40)
- 300 m short track (33.40)
- Relevo 4 × 400 m  mixtos short track (3:30.67 con Natalia Rojas, Miguel Ángel Esteller y Laia Zurita)

#### Sub-18
- 400 m (46.67)

#### Sub-16
- 60 m (6.90)
- 100 m (10.74)
- 300 m short track (34.70)